# Васильчук Микола Миколайович
Васильчук Микола Миколайович — український письменник, літературознавець. Член Національної спілки журналістів України та Національної спілки письменників України.

## Біографія
Микола Васильчук народився 06 серпня 1967 року у с. Великий Ключів Коломийського району Івано-Франківської області.
Після закінчення середньої школи, у 1984 році вступив на філологічний факультет Чернівецького національного університету імені Юрія Федьковича, який закінчив у 1991 році.
У період з 1986 по 1990 рік працював на різних посадах у редакції районної газети м. Жашків Черкаської області.
Протягом 1990—1996 років обіймав посади відповідального секретаря та старшого редактора відділу культури газети «Вісник Коломиї». Також, з 1992 по 1997 рік працював на посаді вченого секретаря у Національному музеї народного мистецтва Гуцульщини та Покуття  ім. Йосафата Кобринського;  редактором журналу «Народний дім».
З 1996 по 2003 рік був головним редактором газети «Вільний голос» у м. Коломия.
У 2003 році М. Васильчук отримав ступінь «кандидат філологічних наук» та від 2003 року працює у Прикарпатському національному університеті імені Василя Стефаника. Водночас, у 2007—2008 роках викладав на кафедрі журналістики Чернівецького національного університету імені Юрія Федьковича.

## Творча діяльність
Вперше твори М. Васильчука були опубліковані у 1986 році у чернівецькій газеті «Радянський студент». В подальшому були видані поетичні збірки:
- «Коли мені не було й двадцяти», 1992;

- "Многолика «Ти», 1992;

- «По той бік подиху», 1994;

- «Випадковий птах», 1995;

- «З віку минулого: поезія, переклади», 2005[5].

Також М. Васильчук відомий як дослідник історії та культури Коломийського краю, автор та упорядник краєзнавчих розвідок, у тому числі: «Письменство на Коломийщині: друга пол. 16 ст. — 1939», «Коломийський азбуковник: бібліографічний словник», «Українська видавнича справа в Коломиї: друга пол. ХІХ-ХХ ст.».

## Нагороди
- Премія імені преподобного Йова Почаївського, 2001[7],

- премія імені Марійки Підгірянки, 2005[8];

- літературна премія «Князь роси» імені Тараса Мельничука , 2005[9];

- премія імені Василя Стефаника, 2012[10];

- медаль «За заслуги перед Коломийщиною», 2020[11].